# Таджикский государственный медицинский университет
Таджикский государственный медицинский университет имени Абуали ибни Сино (тадж. Донишгоҳи давлатии тиббии Тоҷикистон ба номи Абӯалӣ ибни Сино, ДДТТ) — именное (имени Абуали ибни Сино (Авицены)) высшее учебное заведение Республики Таджикистан. 
Таджикский государственный медицинский университет расположен в городе Душанбе.

## История
Таджикский медицинский институт был основан в 1939 году, в Таджикской ССР, первым директором (ректором) стал А. А. Краус. С 1948 года мединститут перешел на шестилетнее обучение.
В послевоенный период вуз стал сам аттестовывать научные кадры: в 1952 году институту разрешили проводить защиты кандидатских, а в 1968 году — докторских диссертаций.
В 1992 году вуз получил статус университета, но Гражданская война в Таджикистане привела к эмиграции части преподавателей. В 2007 году сгорел основной учебный корпус вуза, огонь уничтожил более 9 тыс. квадратных метров площади. На государственные деньги здание было реконструировано, а также проведен капитальный ремонт в общежитиях. В 2014 году полезная учебная площадь корпусов вуза составила 105140 м², число посадочных мест — 15107. На 2014 год в вузе обучались 7595 студентов (из них 796 по президентской квоте), 661 человек на постдипломной подготовке (магистры, интерны, клинические ординаторы), 225 аспирантов и докторантов, 113 соискателей, 700 слушателей подготовительного отделения. Благодаря безупречному высокому профессионализму профессорско-преподавательского состава ТГМУ и системе образования, не уступающей учебным заведениям Европы, в сентябре 2008 г. Европейской ассамблеей бизнеса (ЕАБ) ТГМУ им. Абуали ибни Сино была присуждена международная премия «Европейское качество». Постепенно растет число иностранных студентов (их подготовка ведется с 1977 года): в 2000 году их было 223, а в 2010 году уже 530 (в 2014 году — 514).

## Структура
Медицинский университет имеет 5 факультетов (медицинский, стоматологический, фармацевтический, педиатрический и факультет общественного здравоохранения), на которых функционируют 64 кафедр.
Профессорско-преподавательский состав насчитывает более 631 человек, из которых 90 докторов наук и профессоров, 222 кандидатов наук.

## Руководители института
Первым директором института был Краус Адольф Андреевич (1939—1942 гг.).
Позже руководителями института были:
- профессор К. В. Ромадоновский (1942 г.)
- профессор А. А. Прокопчук (1942 г.)
- доцент Г. Ф. Скосогоренко (1942—1944 гг.)
- доцент Д. В. Хвейсени (1944—1947 гг.)
- профессор Л. С. Сутулов (1947—1950 гг.)
- профессор Я. А. Рахимов (1950—1957 гг.)
- профессор З. П. Ходжаев (1957—1965 гг.)
- профессор К. Т. Таджиев (1965—1973 гг.)
- профессор Ю. Б. Исхаки (1973—1996 гг.)
- профессор Х. К. Рофиев (1996—1999 гг.)
- профессор Н. Ф. Файзуллоев (2000—2003 гг.)
- профессор К. М. Курбанов (2003—2005 гг.)
- профессор У. А. Курбанов (2006—2016 гг.)
- профессор М. К. Гулзода (25.02.2016—н. в.)